# Kemp (Oklahoma)
Kemp és un poble dels Estats Units a l'estat d'Oklahoma. Segons el cens del 2000 tenia 144 habitants.

## Demografia
Segons el cens del 2000, Kemp tenia 144 habitants, 65 habitatges, i 44 famílies. La densitat de població era de 308,9 habitants per km².
Dels 65 habitatges en un 32,3% hi vivien nens de menys de 18 anys, en un 49,2% hi vivien parelles casades, en un 15,4% dones solteres, i en un 32,3% no eren unitats familiars. En el 30,8% dels habitatges hi vivien persones soles el 13,8% de les quals corresponia a persones de 65 anys o més que vivien soles. El nombre mitjà de persones vivint en cada habitatge era de 2,22 i el nombre mitjà de persones que vivien en cada família era de 2,64.
Per edats la població es repartia de la següent manera: un 24,3% tenia menys de 18 anys, un 4,2% entre 18 i 24, un 31,3% entre 25 i 44, un 20,1% de 45 a 60 i un 20,1% 65 anys o més.
L'edat mediana era de 40 anys. Per cada 100 dones de 18 o més anys hi havia 98,2 homes.
La renda mediana per habitatge era de 30.000 $ i la renda mediana per família de 30.938 $. Els homes tenien una renda mediana de 28.125 $ mentre que les dones 15.250 $. La renda per capita de la població era de 13.039 $. Entorn del 31,9% de les famílies i el 27,3% de la població estaven per davall del llindar de pobresa.

## Poblacions més properes
El següent diagrama mostra les poblacions més properes.